# Makemba
Makemba is de tiende aflevering van het tiende seizoen van de televisieserie ER, die voor het eerst werd uitgezonden op 11 december 2003.

## Verhaal
Dr. Carter is nu zeven maanden actief in Congo waar hij een relatie heeft gekregen met Makemba 'Kem' Likasu, een Angolees/Congolees dokter die in een aidskliniek werkt. Zij is zes weken in verwachting en dr. Carter wil haar meenemen naar Amerika zodat zij daar kan bevallen, hij moet daar ook nog de erfenis afhandelen van zijn overleden oma. 

## Rolverdeling

### Hoofdrollen
- Noah Wyle - Dr. John Carter
- Mekhi Phifer - Dr. Gregory Pratt
- Alex Kingston - Dr. Elizabeth Corday
- Goran Višnjić - Dr. Luka Kovac
- Sharif Atkins - Dr. Michael Gallant
- Joy Bryant - Valerie Gallant
- Laura Innes - Dr. Kerry Weaver
- Linda Cardellini - verpleegster Samantha 'Sam' Taggart
- Parminder Nagra - Neela Rasgrota
- Maura Tierney - Abby Lockhart
- Troy Evans - Frank Martin
- Thandie Newton - Makemba 'Kem' Likasu

### Gastrollen (selectie)
- Pragna Desai - Angelique
- Jarreth J. Merz - Charles
- Moshidi Motshegwa - Céline
- William Abadie - David
- Sandra Nelson - Michelle
- Alyson Reed - Ginny
- Mary McCormack - Debbie
- Fritz Michel - Walter